# Saint-Jean-d’Heurs
Saint-Jean-d’Heurs ist ein Ort und eine zentralfranzösische Gemeinde (commune) mit 698 Einwohnern (Stand: 1. Januar 2022) im Département Puy-de-Dôme in der Region Auvergne-Rhône-Alpes. Die Gemeinde gehört zum Arrondissement Thiers und zum Kanton Lezoux.

## Lage
Saint-Jean-d’Heurs liegt etwa 26 Kilometer nordöstlich von Clermont-Ferrand. Umgeben wird Saint-Jean-d’Heurs von den Nachbargemeinden Orléat im Norden, Peschadoires im Osten und Nordosten, Bort-l’Étang im Süden sowie Lezoux im Westen.

## Bevölkerungsentwicklung
| Jahr                       | 1962 | 1968 | 1975 | 1982 | 1990 | 1999 | 2008 | 2013 |
| Einwohner                  | 255  | 238  | 294  | 388  | 505  | 508  | 564  | 650  |
| Quellen: Cassini und INSEE |      |      |      |      |      |      |      |      |

## Sehenswürdigkeiten
- Kirche Saint-Caprais